# Doreen Massey (geografkinja)
Doreen Massey FRSA FBA (3. siječnja 1944. – 11. ožujka 2016.), suvremena britanska društvena znanstvenica i geografkinja.
Massey je rođena u Manchesteru, a studirala na Oxfordu i Philadelphiji, započevši svoju karijeru u think tanku Centre for Environmental Studies (CES) u Londonu. CES je okupljao nekoliko ključnih analitičara suvremene britanske ekonomije, a Massey je među ostalima uspostavila radno partnerstvo s Richardom Meeganom. Nakon što je CES zatvoren, preselila se na akademiju na OU. Nakon istaknute karijere dobila je Prix Vautrin Lud (‘Nobel de Géographie’) 1998. godine.
Doreen Massey je relativno česta medijska komentatorica, posebice o industrijskim i regionalnim trendovima, a u svojoj ulozi profesorice na OU-u sudjeluje u nekoliko edukativnih TV programa i pisanju knjiga.

## Opći pregled njezinih argumenata
Glavna područja istraživanja Doreen Massey jesu globalizacija, nejednak regionalni razvoj, gradovi i rekonceptualizacija mjesta. Iako je glavna asocijacija na Massey analiza suvremenog zapadnog kapitalističkog društva, ona je također radila u Nikaragvi i Južnoj Africi.
Masseyjin rani rad na CES-u utemeljio je bazu za njezinu teoriju 'prostorne podjele rada' (geometrija sile), koja tvrdi kako su društvene nejednakosti generirane nejednakošću kapitalističke ekonomije koja stvara zgrčenu podjelu između bogatih i siromašnih regija, te između društvenih klasa. 'Prostor je bitan' za siromaštvo, blagostanje i bogatstvo. Tijekom godina ova je teorija usavršena i proširena, no prostor i prostorni odnosi ostali su i dalje centar njezina pogleda na suvremeno društvo.
Dok je Massey zagovarala važnost mjesta, njen se položaj podudarao s onima koji tvrde protiv esencijaliziranih ili statičkih zamisli, gdje:
mjesta nemaju pojedinačne identitete, već mnogostruke.
mjesta nisu zamrznuta u vremenu, već predstavljaju procese.
mjesta nisu ograđeni prostori s jasnom unutrašnjosti i vanjštinom.
Massey je uporabila primjer ceste Kilburn High Road na sjeverozapadu Londona kako bi pokazala primjer kojeg je nazvala 'progresivnim' ili 'globalnim' smislom mjesta, što je prikazala u eseju 'A Global Sense of Place'.

## Knjige
- Massey, DB. (2007). World City.
- Massey, DB (2005) For Space, London: Sage    (ISBN 1412903610 & 1412903629)
- Allen, J., Massey, DB, Cochrane, A. (1998) Rethinking the region. New York: Routledge.
- Hall, S, Massey, DB, & Rustin, M. (1997) The next ten years.  London: Soundings.
- Massey, DB. (1995) Spatial divisions of labor: Social structures and the geography of production 2nd edition.  New York: Routledge.
- Massey, DB. (1994) Space, place, and gender.  Minneapolis: University of Minnesota Press.
- Ginwala, F, Mackintosh, M, &  Massey, DB. (1991) Gender and economic policy in a democratic South Africa.  Milton Keynes, U.K.: Development Policy and Practice, Technology Faculty, Open University.
- Massey, DB. (1988) Global restructuring, local responses. Atwwod lecture.  Worcester, Mass.: Graduate School of Geography, Clark University.
- Massey, DB. (1987) Nicaragua.  Milton Keynes, England and Philadelphia: Open University Press.
- Massey, DB. (1984) Spatial divisions of labor: Social structures and the geography of production.  New York: Methuen.
- Massey, DB. & Meegan, RA. (1982) The anatomy of job loss: The how, why, and where of employment decline.  London and New York: Methuen.
- Massey, DB. & Meegan, RA. (1979) The geography of industrial reorganisation: The spatial effects of the restructuring of the electrical engineering sector under the industrial reorganisation corporation.  Oxford and New York: Pergamon Press.
- Massey, DB. &  Catalano, A. (1978) Capital and land: Landownership by capital in Great Britain.  London: Edward Arnold.    (ISBN 0713161086 and 0713161094 pbk)
- Massey, DB & Batey, PWJ (Eds)(1977) "Alternative Frameworks for analysis", London:Pion     (ISBN 085086061X)
- Massey, DB. 1974. Towards a critique of industrial location theory  London: Centre for Environmental Studies.
- Massey, DB. 1971. The basic: service categorisation in planning  London: Centre for Environmental Studies.
- Cordey-Hayes, M. & Massey, DB. 1970. An operational urban development model of Cheshire.  London: Centre for Environmental Studies.

## Vanjske poveznice
- Profil na Open University
- Transkript i mp3 datoteka s Open University Radio
- Transkript intervjua s Radio 3